# Nous resterons sur Terre
 (août 2022).
La mise en forme du texte ne suit pas les recommandations de Wikipédia : il faut le « wikifier ».
Les points d'amélioration suivants sont les cas les plus fréquents. Le détail des points à revoir est peut-être précisé sur la page de discussion.
- Les titres sont pré-formatés par le logiciel. Ils ne sont ni en capitales, ni en gras.
- Le texte ne doit pas être écrit en capitales (les noms de famille non plus), ni en gras, ni en italique, ni en « petit »…
- Le gras n'est utilisé que pour surligner le titre de l'article dans l'introduction, une seule fois.
- L'italique est rarement utilisé : mots en langue étrangère, titres d'œuvres, noms de bateaux, etc.
- Les citations ne sont pas en italique mais en corps de texte normal. Elles sont entourées par des guillemets français : « et ».
- Les listes à puces sont à éviter, des paragraphes rédigés étant largement préférés. Les tableaux sont à réserver à la présentation de données structurées (résultats, etc.).
- Les appels de note de bas de page (petits chiffres en exposant, introduits par l'outil «  Source ») sont à placer entre la fin de phrase et le point final[comme ça].
- Les liens internes (vers d'autres articles de Wikipédia) sont à choisir avec parcimonie. Créez des liens vers des articles approfondissant le sujet. Les termes génériques sans rapport avec le sujet sont à éviter, ainsi que les répétitions de liens vers un même terme.
- Les liens externes sont à placer uniquement dans une section « Liens externes », à la fin de l'article. Ces liens sont à choisir avec parcimonie suivant les règles définies. Si un lien sert de source à l'article, son insertion dans le texte est à faire par les notes de bas de page.
- La présentation des références doit suivre les conventions bibliographiques. Il est recommandé d'utiliser les modèles {{Ouvrage}}, {{Chapitre}}, {{Article}}, {{Lien web}} et/ou {{Bibliographie}}. Le mode d'édition visuel peut mettre en forme automatiquement les références.
- Insérer une infobox (cadre d'informations à droite) n'est pas obligatoire pour parachever la mise en page.

Pour une aide détaillée, merci de consulter Aide:Wikification.
Si vous pensez que ces points ont été résolus, vous pouvez retirer ce bandeau et améliorer la mise en forme d'un autre article.
 (août 2022).
Si vous disposez d'ouvrages ou d'articles de référence ou si vous connaissez des sites web de qualité traitant du thème abordé ici, merci de compléter l'article en donnant les références utiles à sa vérifiabilité et en les liant à la section « Notes et références ».
Pour plus de détails, voir Fiche technique et Distribution.
Nous resterons sur Terre est un documentaire français réalisé par Olivier Bourgeois et Pierre Barougier, sorti en 2009.

## Synopsis
Les changements climatiques inquiètent, les espèces s’éteignent, les ressources s’épuisent, les villes s’étendent… À travers un jeu de miroirs et de contrastes entre cette nature miraculeuse et l’obsession de l’homme à vouloir la dompter, Nous resterons sur Terre regarde la planète d’aujourd’hui dans les yeux et dresse l’état des lieux d’une harmonie qui vacille. Pouvons nous inverser le cours des choses ? Le voulons nous vraiment ?
James Lovelock, Edgar Morin, Mikhaïl Gorbatchev et Wangari Maathai interviennent dans le film.

## Fiche technique
- Titre : Nous resterons sur Terre
- Titre anglais : Here to stay
- Réalisation : Olivier Bourgeois et Pierre Barougier
- Scénario : Olivier Bourgeois, Pierre Barougier et Marc Besse
- Photographie : Pierre Barougier
- Montage : Nigel Galt
- Musique : Ludovic Bource
- Producteurs exécutifs : Stéphane Cornec, Valérie Piazza et Siham Lizet
- Coproducteurs : Eric Vidoni, Benoist Véret
- Directeur de production : Stéphane Cornec
- Société de production : Ki Productions
- Coproduction : Gaumont, Happy Audience, Pixies Films
- Société de distribution : Zootrope Films
- Budget : 5 millions d'euros
- Pays d’origine :  France
- Langues : français, anglais, russe
- Format : Super 35 mm
- Genre : documentaire
- Durée : 87 minutes (1 h 27)
- Date de sortie : 2009

## Genèse du film
- 5 années de production
- 45 semaines de tournage
- Dans 21 pays
- 60 heures de rushes en 35mm
- 5 millions d’euros de budget